# SPITZ JAMBOREE TOUR 2016 “醒 め な い”
『SPITZ JAMBOREE TOUR 2016 “醒 め な い”』（スピッツ・ジャンボリー・ツアー 2016 さめない）は、日本のロックバンド・スピッツのライブDVD&Blu-ray。2017年5月3日にユニバーサルミュージックより発売。

## 概要
- 15thアルバム『醒めない』リリース後に行われたツアー『SPITZ JAMBOREE TOUR 2016 “醒 め な い”』のうち、2016年9月13日の千葉県文化会館での公演を収録した映像作品。
- DVDとBlu-rayの2規格で販売。
- 通常盤と初回限定盤の2形態で発売。初回限定盤は三方背ケース+デジトレイ仕様となっており、ライヴ写真集ブックレットとライヴ音源CD2枚が付属、「ハチの針」のブートレグ映像が収録されている。
- 前作同様アンコールを含めた全演奏曲を収録しているが、今作ではMCは一部を除き大部分がカットされた。

## 収録曲
1. みなと
2. 恋する凡人
3. 日曜日
4. 運命の人
5. コメット
6. チェリー
7. ビギナー
8. アカネ
9. グリーン
10. 子グマ！子グマ！
11. バニーガール
12. ヒビスクス
13. モニャモニャ
14. 夢じゃない
15. 楓
16. 醒めない
17. スパイダー
18. けもの道
19. トンガリ'95
20. 8823
21. こんにちは
22. 魔法のコトバ
23. ナサケモノ
24. 野生のポルカ

※初回限定盤のみ「ハチの針」ライヴブートレグ映像収録

### 初回限定盤特典 ライヴCD

#### CD 1
1. SUGINAMI MELODY ※(メンバー入場時のSE)
2. みなと
3. 恋する凡人
4. 日曜日
5. 運命の人
6. コメット
7. チェリー
8. ビギナー
9. アカネ
10. グリーン
11. 子グマ！子グマ！
12. バニーガール
13. ヒビスクス

#### CD 2
1. モニャモニャ
2. 夢じゃない
3. 楓
4. 醒めない
5. スパイダー
6. けもの道
7. トンガリ'95
8. 8823
9. こんにちは
10. 魔法のコトバ
11. ナサケモノ
12. 野生のポルカ

## 参加ミュージシャン
- スピッツ
  - 草野マサムネ
  - 三輪テツヤ
  - 田村明浩
  - 﨑山龍男
- クジヒロコ